# Escribônios
A gente Escribônia (em latim: Scribonius; pl. Scribonii) foi uma das gentes plebeias da Roma Antiga especialmente proeminente no século I a.C..

## Prenomes (praenomina)
Os principais prenomes utilizados pela gente Escribônia eram Caio e Lúcio.

## Cognomes (cognomina)
Os dois principais cognomes da gente Escribônia eram os Curiões (em latim: Curio; pl. Curiones) e os Libões (em latim: Libo; pl. Libones).

### Escribônios Curiões
- Caio Escribônio Curião, pretor em 183 a.C..
- Caio Escribônio Curião, pretor em 121 a.C., filho do anterior.
- Caio Escribônio Curião, tribuno da plebe em 90 a.C. e cônsul em 76 a.C., filho do anterior.
- Quinto ou Caio Escribônio Curião, tribuno da plebe em 50 a.C.. e filho do anterior; foi o segundo marido de Fúlvia (futura esposa de Marco Antônio).

### Escribônios Libões
- Lúcio Escribônio Libão, tribuno da plebe em 216 a.C. e pretor peregrino em 204 a.C..
- Lúcio Escribônio Libão, edil plebeu em 194 a.C. e pretor em 192 a.C..
- Lúcio Escribônio Libão, tribuno da plebe em 149 a.C..
- Lúcio Escribônio Libão, pretor urbano em 80 a.C.; conhecido por ser o pai de Escribônia, a segunda esposa de Otaviano (o futuro imperador Augusto).
- Lúcio Escribônio Libão, filho do anterior e cunhado de Otaviano, foi eleito cônsul em 34 a.C..
- Escribônia, irmão do cônsul em 34 a.C., foi a segunda esposa de Otaviano.
- Escribônia, sobrinha de Otaviano e Escribônia, casou-se com seu tio-bisavô, Sexto Pompeu, com quem teve uma filha, Pompeia Magna.
- Lúcio Escribônio Libão, neto do cônsul em 34 a.C., foi eleito cônsul em 16.
- Marco Escribônio Libão Druso, neto do cônsul em 34 a.C. e irmão do cônsul em 16. Os dois foram acusados de conspirar contra o imperador Tibério e contra Germânico e Druso em 16. Se matou para não ter que enfrentar um julgamento.
- Escribônia, filha do cônsul em 16.

### Outros membros
- Escribônio, um usurpador que, em 16 a.C., quase conseguiu tomar o trono do Reino do Bósforo.
- Escribônio Largo, médico do imperador Cláudio.
- Públio Sulpício Escribônio Próculo, um senador romano morto em 67 a.C..